# Мехдили
Мехдили (азерб. Mehdili) — село в Джебраильском районе Азербайджана.

## История

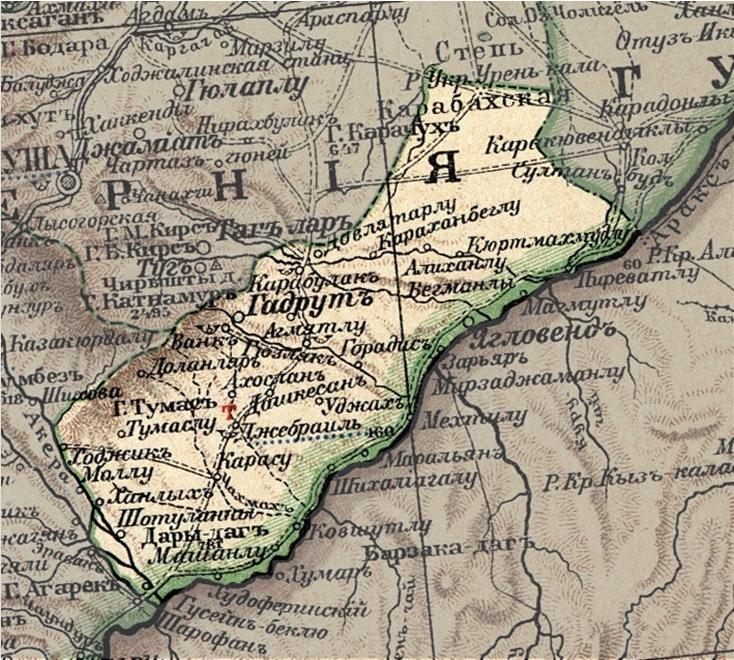
Село Мехтилу на карте Джебраильского уезда 1903 года

В годы Российской империи село Мехтилу входило в состав Джебраильского уезда Елизаветпольской губернии. По данным «Свода статистических данных о населении Закавказского края, извлеченных из посемейных списков 1886 года» в селе Мехтилу Марджанлинского сельского общества было 69 дымов и проживало 306 азербайджанцев (указаны как «татары»), которые были суннитами по вероисповеданию и крестьянами.
По данным издания «Административное деление АССР», подготовленного в 1933 году Управлением народно-хозяйственного учёта Азербайджанской ССР (АзНХУ), по состоянию на 1 января 1933 года в Мейтили входившем в состав Марджанлинского сельсовета Джебраильского района Азербайджанской ССР проживало 440 жителей (85 хозяйств, 220 мужчин и 220 женщин). Национальный состав всего сельсовета (Б-Марджанлы, Чахырлы, Ч-Марджанлы, Усублу) на 100 % состоял из тюрков (азербайджанцев).
В результате Первой карабахской войны в августе 1993 года перешло под контроль непризнанной Нагорно-Карабахской Республики и согласно её административно-территориальному делению, входило в состав Гадрутского района.
3 октября 2020 года в ходе Второй карабахской войны село перешло под контроль Вооружённых сил Азербайджана.